# Puszan
Puszan, Pusan (tłum. Żywiciel, Karmiący) – wedyjski bóg solarny i płodności, jeden z Aditjów. Był przewodnikiem zmarłych (psychopompem) do świata ojców, strażnikiem stad bydła i dróg.